# 半田山 (浜松市)
半田山（はんだやま）は、静岡県浜松市中央区の町名。現行行政地名は半田山一丁目から半田山六丁目。住居表示実施済み。

## 地理
浜松市中央区の北側に位置し、有玉台・半田町・東三方町・初生町、浜名区染地台と隣接する。町内は主に住宅地から成るが、大学や病院、商店や企業も多い。特に町内を東西に貫く静岡県道65号浜松環状線沿いに商店や飲食店が立ち並んでいる。
地形的には、三方原台地の東端に位置しており、坂が非常に多い。町域東側の斜面は、伏流水が湧き、自然豊かな半田緑地として整備されている。

## 歴史
新興住宅地として開発され、2001年に従来の半田町の染地川以西を半田山一-六丁目として分離した。なお当初は半田町のまま町名を変更せず住居表示を行う計画であったが、同じ町内で住居表示実施地区と未実施の区域が混在する事に難色が示されたために、住居表示を行う区域のみ半田山に改称したとの言い伝えがある。

### 沿革
- 2001年（平成13年）3月1日 - 住居表示の実施に伴い、半田町の一部を分割して半田山を新設する。なお、二丁目は有玉西町及び初生町の各一部を含む。三丁目は初生町の一部を含む。五丁目は東三方町の一部を含む。六丁目は浜北市大字内野の一部を含む。

## 世帯数と人口
2018年（平成30年）12月1日現在の世帯数と人口は以下の通りである。
| 丁目         | 世帯数    | 人口    |
| ------------ | --------- | ------- |
| 半田山一丁目 | 370世帯   | 782人   |
| 半田山二丁目 | 375世帯   | 836人   |
| 半田山三丁目 | 527世帯   | 1,254人 |
| 半田山四丁目 | 682世帯   | 1,698人 |
| 半田山五丁目 | 647世帯   | 1,384人 |
| 半田山六丁目 | 233世帯   | 547人   |
| 計           | 2,834世帯 | 6,501人 |

## 小・中学校の学区
市立小・中学校に通う場合、学区は以下の通りとなる。
| 丁目         | 自治会         | 小学校             | 中学校             |
| ------------ | -------------- | ------------------ | ------------------ |
| 半田山一丁目 | 医大宿舎自治会 | 浜松市立有玉小学校 | 浜松市立積志中学校 |
| 半田山一丁目 | その他         | 浜松市立積志小学校 | 浜松市立積志中学校 |
| 半田山二丁目 | 全域           | 浜松市立有玉小学校 | 浜松市立積志中学校 |
| 半田山三丁目 | 全域           | 浜松市立積志小学校 | 浜松市立積志中学校 |
| 半田山四丁目 | 全域           | 浜松市立積志小学校 | 浜松市立積志中学校 |
| 半田山五丁目 | 全域           | 浜松市立積志小学校 | 浜松市立積志中学校 |
| 半田山六丁目 | 全域           | 浜松市立積志小学校 | 浜松市立積志中学校 |

## 交通

### バス
遠鉄バスが走る。
- 50 山の手医大線
- 47 葵町医大線
- 53 萩丘都田線 - 浜松医科大学は経由せず、半田山中または染地台3丁目（きらりタウン）、ニコエ・春華堂浜北工場行きとなる。
  - 以上3路線は浜松駅バスターミナル発着路線。
- 100 浜北医大三方原聖隷線

隣接した北区初生町に遠州鉄道三方原営業所がある。

### 道路
- 北部に浜松環状線が走る。
- 町域外であるが、西に国道257号、東に国道152号、南に東名高速道路が近接して走っている。
  - 東名高速道路上には三方原PAがあり、スマートインターチェンジが併設されている。当地区最寄りのインターチェンジである。

### 鉄道
- 町域内に鉄道の駅はなく、最寄駅は遠州鉄道鉄道線の積志駅。

## 施設

### 学校施設
- 浜松医科大学
  - 浜松医科大学医学部附属病院
- 常葉大学(旧浜松大学) 臨床心理教育実践センター（浜松キャンパス半田山校舎）
- 浜松日体中学校・高等学校

### 体育施設
- 半田山グラウンド
- 初生グラウンド
- 浜松市立高等学校野球場

### 団地
- つつじが丘団地
- 半田団地
- 旭ヶ丘団地

### 商業施設
- アロマ半田
  - MEGAドン・キホーテ浜松三方原店、浜北鑑定団、浜松グランドボウルが入居する。

## その他

### 日本郵便
- 郵便番号 : 431-3125[3]（集配局：積志郵便局[7]）。

### 警察
町内の警察の管轄区域は以下の通りである。
| 番・番地等 | 警察署       | 交番・駐在所 |
| ---------- | ------------ | ------------ |
| 全域       | 浜松東警察署 | 積志交番     |